# Huibert Pols
Huibert Adriaan Pieter Pols (1952) is een Nederlands hoogleraar en arts. Hij is als hoogleraar inwendige geneeskunde verbonden aan de Erasmus Universiteit Rotterdam. Pols was van 2013 tot 2018 rector van de Erasmus Universiteit Rotterdam.

## Biografie
Huibert Pols studeerde geneeskunde aan de Erasmus Universiteit Rotterdam en in 1977 slaagde hij aldaar voor zijn artsexamen. In 1988 promoveerde hij aan diezelfde universiteit onder prof. dr. Jan Birkenhäger op het proefschrift Vitamin D action and regulation in bone cells. In 1983 kwam hij in dienst bij het AZR Dijkzigt. Zijn benoeming tot hoogleraar Inwendige Geneeskunde aan de Erasmus Universiteit Rotterdam volgde in 1998. In 2000 werd hij benoemd tot afdelingshoofd van de afdeling Interne Geneeskunde.
Op 1 oktober 2006 werd hij decaan van de faculteit der Geneeskunde en Gezondheidswetenschappen (FGG) en vicevoorzitter van de Raad van bestuur van Erasmus MC. Zijn benoeming tot rector magnificus volgde in 2013. In 2018 werd hij bestuurslid van ZonMw, waar hij anno 2023 vicevoorzitter is. Hij is getrouwd en vader van twee zoons.
- International Standard Name Identifier: 0000 0003 9161 1247
- Nederlandse Thesaurus van Auteursnamen: 073522368
- Virtual International Authority File: 285429179
- WorldCat: E39PBJtcFvWwjK69w8Xg9Xth73